# Verrallina cauta
Verrallina cauta är en tvåvingeart som först beskrevs av Philip James Barraud 1928.  Verrallina cauta ingår i släktet Verrallina och familjen stickmyggor. Inga underarter finns listade i Catalogue of Life.